# Синиша Петровић Синко
Синиша Петровић Синко (Богојевце, 20. септембар 1937 - Лесковац, 8. јун 2021) био је истакнути привредник, јавни и друштвени радник, један од људи чије је име везано за успон Лесковца у периоду седамдесетих и осамдесетих година двадесетог века.

## Биографија
Потиче из учитељске породице. Основну школу и гимназију завршио је у Лесковцу, а крајем 1960. и Економски факултет у Београду.
Прво запослење нашао је у Лесковачкој привредној комори, али се одмах по окончању редовног војног рока придружио екипи стручњака у фармацеутско-хемијској индустрији "Здравље", предузећу које ће остати његова доживотна љубав. Радну каријеру је започео као руководилац инвестиционе изградње, али је убрзо добио задатак да формира сектор спољне трговине. Почетком седамдесетих година преузео је позицију директора производње лекова и у то време је у сарадњи са Божидаром Ђорђевићем Кукаром направио пројекцију дугорочног развоја фабрике. Средином седамдесетих година именован је за њеног генералног директора. Под његовим руководством настале су фабрика контактних сочива по лиценци произвођача из Јапана у Крупњу, фабрика туба и доза код Лебана, фабрика пластичних шприцева за једнократну употребу код Медвеђе, фабрика за прераду воћа, поврћа и шумских плодова у Босилеграду.
Синиша Петровић је са америчком компанијом Бакстер-Травенол, на простору фабрике у Лесковцу, уговорио јединствени подухват, градњу фабрике медицинске опреме, филтара за хемодијализу и хируршких рукавица, по моделу заједничког улагања, који је, до тог тренутка, незабележен у индустрији Југославије.
Као привредник, награђен је Златном плакетом привредне коморе СФР Југославије, Медаљом града Лесковца, али је, као грађанин и јавни радник присутан у бројним областима људских делатности, од културе до спорта, добитник и носилац још великог броја друштвених признања и награда. 
Његово друштвено ангажовање датира из средњошколских и студентских дана учешћем на радним акцијама или као председника студентских удружења, што се наставило и ангажовањем у ондашњим самоуправним и синдикалним органима. Такав се однос према заједници наставио и стицањем праксе, због чега је често биран у управне одборе великих банака, а читав тај опус његове делатности крунисан је и избором за делегата (посланика) у скупштини СФР Југославије. 
Крајем осамдесетих, Синиша Петровић је отишао у Совјетски Савез на послове представника привредне коморе Југославије, а неколико година касније у Москви је постао директор филијале "Југоекспорта", некадашњег југословенског спољнотрговинског гиганта. Након истека радног века, вратио се у Лесковац, град у коме је провео своје најлепше дане и кога је безрезервно волео. Пензионерске дане је провео мирно, али је добар део својих последњих година живота провео у настојању да покрене ревизију поступка приватизације фармацеутско-хемијске индустрије "Здравље", уверен да је транзиција над фабриком, у коју је уложио своје најбоље и најплодније године, извршена неправедно. Сва његова ангажованост није га ометала да пронађе време потребно да се посвети породици, која га памти као једноставног и веома пожртвованог супруга и оца.